# Bất Tái Nhân
Bất Tái Nhân hay Abu Sa'id Bahadur Khan ( Tiếng Ba Tư , tiếng Ả Rập : ابو سعید بهادر خان ), cũng được gọi là Abusaid Bahador Khan , Abu Sa'id Behauder ( Tiếng Mông Cổ :ᠪᠦᠰᠠᠢ ᠪᠠᠬᠠᠲᠦᠷ ᠬᠠᠨ), là vị vua thứ chín của nhà Y Nhi hãn quốc.

## Thân thế ban đầu
Ông sinh ngày 2 tháng 6 năm 1305, ở Tabriz. Ông trở thành người thừa kế của cha mình sau cái chết của những người anh cả . Ông được giao quản lý ở Khorasan và Mazandaran vào năm 1315 với quý tộc Uyghur Amir Sevinch làm người giám hộ.